# Om pe sârmă
Om pe sârmă (în engleză Man on Wire) este un film documentar din 2008, regizat de James Marsh. Filmul prezintă mersul pe sârmă al lui Philippe Petit din 1974, între Turnurile Gemene ale World Trade Center din New York. Este inspirat din cartea To Reach the Cloud (2002) a lui Petit, lansată în format broșat cu titlul Man on Wire. Titlul filmului este preluat din raportul poliției care a dus la arestarea (și eliberarea ulterioară) lui Petit, a cărui reprezentație a durat aproape o oră. Filmul este realizat ca un film despre jafuri, prezentând imagini rare ale pregătirilor pentru eveniment și fotografii ale mersului, alături de reconstituiri (cu Paul McGill în rolul tânărului Petit) și interviuri actuale cu participanții, inclusiv cu Barry Greenhouse, un director de asigurări care a fost omul din interior.
Om pe sârmă a concurat în cadrul Competiției Mondiale de Documentare Cinematografică de la Festivalul de Film Sundance din 2008, unde a câștigat Marele Premiu al Juriului pentru Documentar Mondial și Premiul Publicului Mondial pentru Documentar. În februarie 2009, filmul a câștigat premiul BAFTA pentru cel mai bun film britanic și premiul Independent Spirit pentru cel mai bun documentar. Începând cu 2022, este unul dintre cele șase filme documentare care au câștigat vreodată premiile criticilor „The Big Four” (LA, NBR, NY, NSFC) și singurul dintre acestea care a câștigat și Premiul Oscar pentru cel mai bun documentar.

## Producție
Producătorul filmului, Simon Chinn, l-a întâlnit pentru prima dată pe Philippe Petit în aprilie 2005, la emisiunea „Desert Island Discs” de la BBC Radio 4, după care a decis să încerce să achiziționeze drepturile cinematografice pentru cartea lui Petit, To Reach the Clouds. După luni de discuții, Petit a fost de acord, cu condiția să poată colabora activ la realizarea filmului.
Într-un interviu realizat în timpul difuzării filmului Om pe sârmă la Festivalul de Film Tribeca din 2008, regizorul James Marsh a explicat că a fost atras de poveste, în parte, pentru că i s-a părut „un film despre jafuri”, deși, așa cum a spus Jean François, unul dintre colaboratorii lui Petit, „Poate că a fost ilegal... dar nu a fost vicios sau rău intenționat”. Marsh a mai spus că, în calitate de newyorkez, a văzut filmul ca pe un cadou pentru oraș după atacurile din 11 septembrie și spera să audă oamenii spunând, după ce vor vedea filmul, că se vor gândi mereu la Petit și la interpretarea sa atunci când își vor aminti de turnurile gemene ale World Trade Center. Răspunzând la o întrebare despre motivul pentru care distrugerea turnurilor în atacurile din 2001 nu este menționată în film, Marsh a explicat că actul lui Petit a fost „incredibil de frumos” și „ar fi nedrept și greșit să-i infectăm povestea cu orice mențiune, discuție sau imagine a distrugerii Turnurilor”.

## Lansare

### Box office
Filmul a avut premiera în Statele Unite pe 29 august 2008, încasând 51.392 de dolari în primul weekend și clasându-se pe locul 37 în box office-ul intern. Până la sfârșitul sezonului său, pe 5 martie 2009, filmul a încasat 2.962.242 de dolari în Statele Unite și Canada și 2.296.327 de dolari la nivel internațional, ajungând la un total mondial de 5.258.569 de dolari.

### Răspuns critic
Pe agregatorul de recenzii Rotten Tomatoes, Om pe sârmă are o rată de aprobare de 100%, bazată pe recenziile a 159 de critici, cu un scor mediu ponderat de 8,40/10; consensul criticilor de pe site afirmă: „Documentarul lui James Marsh despre aventurile ingenioase ale artistului Phililppe Petit îți aduce fiecare picătură de suspans care poate fi stoarsă dintr-un om aflat pe un fir (suspendat)”. Filmul este al treilea cel mai recenzat film cu o rată de aprobare de 100% pe Rotten Tomatoes. Pe Metacritic, filmul are un scor mediu ponderat de 89 din 100, bazat pe recenziile a 31 de critici, indicând „apreciere universală”.

### Premii
Om pe sârmă a câștigat Marele Premiu al Juriului și Premiul Publicului în competiția World Cinema: Documentary de la Festivalul de Film de la Sundance din 2008 ; este al șaselea film care obține ambele premii de top la Sundance și primul din afara SUA. De asemenea, a câștigat Premiul Special al Juriului și Premiul Publicului la Festivalul de Film Documentar Full Frame, Premiul Internațional al Publicului la Festivalul Internațional de Film de la Los Angeles și Premiul Publicului Standard Life la Festivalul Internațional de Film de la Edinburgh. În februarie 2009, filmul a câștigat premiul BAFTA pentru cel mai bun film britanic, și Premiul Independent Spirit pentru cel mai bun documentar și premiul pentru cel mai bun film documentar din partea Asociației Criticilor de Film din Australia. La cea de-a 81-a ediție a Premiilor Academiei, filmul a câștigat premiul pentru cel mai bun documentar.

### Top 10 liste
Filmul a apărut pe listele multor critici americani cu cele mai bune zece filme din 2008. „Movie City News” a constatat că a apărut pe 76 din cele 286 de liste diferite de top zece ale criticilor americani analizate, ceea ce a reprezentat o egalitate pentru locul șapte în topul „celor mai multe mențiuni” pe o listă de top zece dintre toate filmele lansate în 2008.
- Locul 1 – Sheri Linden, The Hollywood Reporter[31]
- Locul 2 – Kyle Smith, New York Post[31]
- Locul 3 – Tasha Robinson, The A.V. Club[31]
- Locul 3 – Ty Burr, The Boston Globe[31]
- Locul 4 – A. O. Scott, The New York Times[31]
- Locul 4 – Liam Lacey, The Globe and Mail[31]
- Locul 4 – Michael Rechtshaffen, The Hollywood Reporter[31]
- Locul 5 – Ann Hornaday, The Washington Post[31]
- Locul 5 – David Ansen, Newsweek[31]
- Locul 5 – Marc Mohan, The Oregonian[31]
- Locul 5 – Ben Mankiewicz, La cinema
- Locul 6 – Frank Scheck, The Hollywood Reporter[31]
- Locul 6 – Marc Savlov, The Austin Chronicle[31]
- Locul 6 – Scott Tobias, The A.V. Club[31]
- Locul 7 – Josh Rosenblatt, The Austin Chronicle[31]
- Locul 7 – Kenneth Turan, Los Angeles Times (la egalitate cu Roman Polanski: Wanted and Desired)[31]
- Locul 7 – Kirk Honeycutt, The Hollywood Reporter[31]
- Locul 7 – Michael Phillips, Chicago Tribune[31]
- Locul 8 – Andrew O'Hehir, Salon[31]
- Locul 8 – Peter Hartlaub, San Francisco Chronicle[31]
- Locul 9 – Lisa Schwarzbaum, Entertainment Weekly[31]
- Locul 10 – Lawrence Toppman, The Charlotte Observer[31]
- Locul 10 – Peter Travers, Rolling Stone[31]
- Top 10 (neordonat) – Carrie Rickey, The Philadelphia Inquirer[31]
- Top 10 (neordonat) – Dana Stevens, Slate[31]
- Top 10 (neordonat) – Joe Morgenstern, The Wall Street Journal[31]
- Top 10 (neordonat) – Peter Rainer, The Christian Science Monitor[31]
- Top 10 (neordonat) – Robert Mondello, NPR[31]

## Coloană sonoră
O mare parte din coloana sonoră a filmului este derivată din albumul din 2006 The Composer's Cut Series Vol. II: Nyman/Greenaway Revisited, o colecție de lucrări de Michael Nyman pentru filmele regizorului britanic Peter Greenaway.
1. „Plaja cu pești” – Michael Nyman (din Drowning by Numbers)
2. „Istoria insipidului” – Michael Nyman (din The Libertine)
3. „Albatros” – Fleetwood Mac
4. „Visele unei călătorii” – Michael Nyman (din Pianul)
5. „Time Lapse” – Michael Nyman (din A Zed & Two Noughts)
6. „Dispoziția lenjeriei” – Michael Nyman (din Contractul desenatorului)
7. „O cvintă din Beethoven” – Walter Murphy
8. „Cel mai bine e să lași în seama păstorilor să alergi după oi” – Michael Nyman (din Contractul desenatorului)
9. „Un ochi pentru teoria optică” – Michael Nyman (din Contractul desenatorului)
10. The Lark Ascending – Filarmonica Engleză de Nord (compusă de Ralph Vaughan Williams)
11. „O plimbare în Parcul St. James” – Michael Nyman (din The Libertine)
12. „Passage de L'Egalité” – Michael Nyman (din La Traversée de Paris)
13. „În Sala Regelui Muntelui” – Orchestra Philadelphia (compusă de Edvard Grieg)
14. „Înecându-mă cu numărul 2” – Michael Nyman (din Drowning by Numbers)
15. „Câmpuri de întâlnire/Oi și maree” – Michael Nyman (din Drowning by Numbers)
16. „Memorial” – Michael Nyman
17. „Plecarea de acasă” (titluri de deschidere) - J. Ralph
18. „Explorarea duminicală a plecării de acasă” (Credite de final) – J. Ralph
19. „Gnossienne No. 1” – Gheorghe Constantinescu, pianist (compus Erik Satie)
20. „Gymnopédie nr. 1” – Anne Queffélec, pianistă (compusă de Erik Satie)